# Banyuwangi Tour de Ijen
Die Banyuwangi Tour de Ijen ist ein indonesisches Straßenradrennen rund um die Stadt Banyuwangi in Ost-Java.
Die Tour de Ijen ist ein Etappenrennen, das erstmals 2012 im Rahmen eines Kultur-Festivals ausgetragen wurde. Organisiert wird es von der indonesischen Regierung und der Tourismusbehörde. Die Rundfahrt findet im Dezember statt. Sie ist ein Teil der UCI Asia Tour und ist in die Kategorie 2.2 eingestuft. Der Name Tour de Ijen rührt daher, dass eine Etappe am Krater des Ijen-Vulkans endet.
Die erste Auflage konnte 2012 Ki Ho Choi aus Hongkong vor dem ehemaligen Profi Óscar Pujol und dem Deutschen Timo Scholz gewinnen.

## Sieger
| Jahr | Sieger              | Zweiter               | Dritter           |
| ---- | ------------------- | --------------------- | ----------------- |
| 2012 | Choi Ki Ho          | Óscar Pujol           | Timo Scholz       |
| 2013 | Mirsamad Pourseyedi | John Bohn Ebsen       | Rahim Ememi       |
| 2014 | Peter Pouly         | Hossein Askari        | Amir Zargari      |
| 2015 | Peter Pouly         | Benjamín Prades       | Daniel Whitehouse |
| 2016 | Jai Crawford        | Ricardo García Ambroa | Dadi Suryadi      |
| 2017 | Davide Rebellin     | Amir Kolahdozhagh     | Víctor Niño       |
| 2018 | Benjamin Dyball     | Jesse Ewart           | Thomas Lebas      |
| 2019 | Robbie Hucker       | Michael Vink          | Jesse Ewart       |
| 2024 | Merhawi Kudus       | Metkel Eyob           | Benjamín Prades   |